# 서부작은대나무여우원숭이
서부작은대나무여우원숭이(Hapalemur occidentalis)는 마다가스카르가 원 서식지인 대나무여우원숭이의 일종이다. 이 영장류의 전체 몸 길이는 55-67 cm이며, 꼬리 길이는 몸 길이의 절반 이상이고, 평균 몸무게는 약 1 kg이하이다. 북부 지역의 앙카라나와 아날라메라나, 북서 지역의 삼비라노와 암파신다바 반도, 마하바니 강과 치리비히나 강 사이의 서부 지역 내의 여러 지역을 포함한 마다가스카르 북부 및 서부의 여러 지역에 군데군데 서식한다.